# Dipsas catesbyi
Dipsas catesbyi är en ormart som beskrevs av Seetzen 1796. Dipsas catesbyi ingår i släktet Dipsas och familjen snokar. Inga underarter finns listade i Catalogue of Life.
Arten förekommer i Amazonområdet i norra Brasilien och fram till södra Guyana, södra Venezuela, sydöstra Colombia, östra Ecuador, östra Peru samt norra Bolivia. En avskild population hittas vid Atlanten söder om staden Salvador. Denna orm lever i låglandet och i bergstrakter upp till 1500 meter över havet. Habitatet utgörs av tropiska regnskogar och fuktiga bergsskogar. Dessutom besöks fruktodlingar. Honor lägger ägg.
Regionala bestånd kan hotas när skogen omvandlas till jordbruks- eller betesmark. Allmänt dokumenteras Dipsas catesbyi regelbunden. IUCN kategoriserar arten globalt som livskraftig.